# Forza Flandria
Forza Flandria is de naam die sinds de aanloop naar de parlementsverkiezingen van 2007 voor de Belgische Kamer van volksvertegenwoordigers en Senaat vaak gebruikt wordt om het (fictieve) project van een gemeenschappelijke kartellijst ter rechterzijde van het politieke spectrum in Vlaanderen aan te duiden.
Het idee is echter veel ouder en werd reeds in 1994 gesuggereerd. Met de regelmaat van de klok wordt het idee opnieuw besproken, maar steeds zonder resultaat.

## Kenmerken
De gesprekken worden achter de schermen gevoerd ten persoonlijken titel door politici, ondernemers, academici van het Vlaams Belang, VLOTT, Lijst Dedecker, N-VA en onafhankelijken, die een electorale verbrokkeling ter rechterzijde willen vermijden door middel van een eenheidsfront. Door de krachten te bundelen hoopt men incontournable te worden bij de regeringsvorming achteraf met de Franstaligen. De deelname aan het initiatief beperkt zich voornamelijk tot de kopstukken van het VB.
Aldus hoopt men politici uit nationalistische, liberale en christendemocratische families ervan te overtuigen om de rangen te sluiten en gezamenlijk een Vlaamsgezinde rechtse koers te varen.
Er bestaat een meningsverschil tussen protagonisten en antagonisten wat betreft de vorm die de samenwerking moet aannemen, de frontvorming zelf staat niet ter discussie.

## Geschiedenis

### Interbellum
Het idee van een Forza Flandria bestond reeds in het Interbellum, toen koning Albert I van België in een brief uit 1931 aan zijn zus Henriëtte zijn vrees voor een alliantie tussen liberalen, conservatieven en Vlaams-nationalisten uitte:
Er liggen drie vijanden rond mijn troon, ... conservatieven die tegen de staat zijn, Vlaamse activisten die tegen de monarchie zijn en tegen de Belgische Natie, en demagogen die aanhangers zijn van een zeker katholicisme dat lijkt op de Franse populaire democratieën. .. Om mij staande te houden, kan ik alleen rekenen op de steun van het socialisme, want dat is nationaal, voorstander van de Belgische eenheid, en voorstander van centralisme - drie elementen die het tot een bondgenoot van de dynastie maken.
Met 'conservatieven' bedoelde de koning klassiek-liberalen, met 'katholieke demagogen' de voorlopers van de naoorlogse christendemocraten. Het idee van een Forza Flandria avant la lettre boezemde dus reeds voor de Tweede Wereldoorlog grote angst in bij het Belgische establishment, dat enkel het socialisme als bondgenoot hiertegen aanzag.

### Jaren 80 en 90
Begin de jaren negentig van de twintigste eeuw speelde het idee van een vereniging van alle Vlaamse en rechtse krachten toen Guy Verhofstadt vanuit de liberale PVV gesprekken voerde met conservatieve christendemocraten als Bob Gijs en Vlaams-nationalisten als Lode Claes om tot een nieuwe, verruimingspartij ter rechterzijde te komen. Paul Belien en Bob Gijs waren tevens bij de gesprekken betrokken. Zo ontstond het idee van Forza Flandria of Forza Verhofstadt, de partijpolitieke bundeling van liberalen, conservatieven en Vlaams-nationalisten.
De term om dit doel aan te duiden werd voor het eerst gebruikt in een artikel in het conservatieve maandblad Nucleus in april 1994 en werd op 6 juni 1994 door Trends overgenomen. De poging mislukte, omdat het PVV-establishment onder druk vanuit de vrijmetselarij niet wilde meestappen in een dergelijk project.

### Jaren 10
De pogingen om begin 2007 tot een eenheidslijst te komen tussen VB en ex-VLD'er Jean-Marie Dedecker strandden op de interne onenigheid binnen het Vlaams Belang tussen Filip Dewinter en Gerolf Annemans enerzijds, en Marie-Rose Morel en Frank Vanhecke anderzijds. Het lijsttrekkerschap van Dedecker van een dergelijke eenheidslijst was onderwerp van gesprek. Morel eiste het vrouwelijke lijsttrekkerschap van de Senaatslijst op. Maar mede omdat Jean-Marie Dedecker zeer hoge eisen stelde en ook simultaan met N-VA gesprekken voerde, mislukte de poging uiteindelijk. In de nasleep richtte hij Lijst Dedecker op en kon in moeilijke omstandigheden in de Kamer van volksvertegenwoordigers en de Senaat worden gekozen. Binnen het Vlaams Belang werd een poging tot herstel van de eenheid ondernomen door de vervanging van Frank Vanhecke door Bruno Valkeniers als partijvoorzitter.
Begin juni 2008 pleitte Filip Dewinter in Terzake opnieuw voor een Vlaamse frontvorming ter rechterzijde, in aanloop naar de Europese en deelstaatverkiezingen van het voorjaar 2009. Dit gebeurde na herhaaldelijk geheim overleg tussen Bruno Valkeniers en Jean-Marie Dedecker (LDD) waarna Dedecker dit idee ten slotte opnieuw verwierp. Bart De Wever (N-VA) was tevens uitgenodigd voor deze gesprekken, maar nam niet deel omdat hij vreesde dat de geheimhouding niet kon worden gegarandeerd. Uiteindelijk stelde Dedecker geen kartellijst te willen vormen met VB-VLOTT die als eenheidslijst aan de verkiezingen zou deelnemen. Volgens Hugo Coveliers (VLOTT) was dit omdat Stef Goris en Jurgen Verstrepen hun partijleider niet steunden. De eerste uit unitaire VLD-reflex, de andere uit Antwerpse lijstvormingsoverweging. Eerder waren Boudewijn Bouckaert en Ivan Sabbe het samenwerkingsinitiatief beter genegen geweest.
Dewinter opperde nadien de eventuele mogelijkheid om het Vlaams Belang samen met VLOTT, LDD en N-VA te laten opgaan in een nieuwe eenheidspartij met als enige doelstelling het afdwingen van Vlaamse onafhankelijkheid bij de volgende verkiezingen. Hij werd hierin gesteund door de partijvoorzitter, Bruno Valkeniers. Maar ook dit initiatief vond geen officiële weerklank in de andere partijen.
Zes vooraanstaande niet-partijgebonden Vlaams-nationalisten publiceerden in de krant De Standaard van 3 juli 2008 een open brief waarin ze het Vlaams Belang, Lijst Dedecker en de Nieuw-Vlaamse Alliantie oproepen om samen aan tafel te gaan zitten. Volgens de zes ondertekenaars zouden de betrokken partijen een uitgesproken Vlaams basisprogramma moeten vastleggen met het oog op Vlaamse onafhankelijkheid. Ook de Vlaams-bewuste CD&V-kiezers zouden moeten worden aangesproken.
In februari 2009 haalde Jean-Marie Dedecker de Forza Flandria idee onderuit door te verklaren dat samenwerking met Vlaams Belang niet aan de orde is, een coalitie met open-VLD en CD&V daarentegen behoorde wel tot de mogelijkheden.
Tijdens de federale verkiezingen van 13 juni 2010 hield LDD slechts één zetel in de Kamer van volksvertegenwoordigers over. Het voortbestaan van de partij is precair na het ontslag van Dedecker als voorzitter. Ook het Vlaams Belang maakte een terugval tot 12 zetels in de Kamer en 5 in de Senaat. De N-VA behaalde een monsterscore met 27 Kamerzetels en 14 Senaatzetels. Op 14 juni stak VB-voorzitter Bruno Valkeniers de hand uit naar N-VA tot samenwerking in het snel realiseren van de Vlaamse onafhankelijkheid. N-VA voert vanaf 16 juni coalitiegesprekken met Elio Di Rupo van de PS tot vorming van een nieuwe regering die over een tweederdemeerderheid beschikt, teneinde de grondwet te kunnen hervormen in het kader van een nieuwe staatshervorming.

## Naam
Hoewel de naam geïnspireerd is op de beweging Forza Italia van Silvio Berlusconi, is deze naam eigenlijk pseudo-Italiaans. Vlaanderen is immers niet 'Flandria' in het Italiaans, dat is een laat-Latijns woord. In correct Italiaans zou de benaming 'Forza Fiandre' luiden.

## Vertegenwoordigers
- protagonisten:
  - Filip Dewinter
  - Bruno Valkeniers
  - Hugo Coveliers
  - Jean-Marie Dedecker
  - Jurgen Verstrepen
  - Freddy Van Gaever
  - Boudewijn Bouckaert
  - Matthias Storme
- antagonisten:
  - Frank Van Hecke
  - Marie-Rose Morel
  - Filip De Man